# Centroglossa castellensis
Centroglossa castellensis es una especie de orquídea epifita originaria de Brasil.

## Descripción
Es una orquídea de tamaño pequeño que prefiere el clima cálido al fresco. Es epífita con pseudobulbos alargado-oblongos, son pequeños y están envueltos basalmente por una hoja con unas pocas vainas , su única hoja es apical, erecta, coriácea, oblonga y  aguda. Florece  en una ascendente y larga inflorescencia,  más larga que la hoja, de 3 a 4 cm de largo, con  4 a 6 flores de 1 a 1.85 cm de longitud. La floración se produce en la primavera.

## Distribución y hábitat
Se encuentra  en el estado de Espirito Santo de Brasil. 

## Taxonomía
Centroglossa castellensis fue descrita por Alexander Curt Brade   y publicado en Archivos do Jardim Botânico do Rio de Janeiro 9: 12. 1949.
Etimología
Centroglossa: nombre genérico que proviene del griego kentron, = centro o espolón, y glossa = lengua, refiriéndose a  los labios de sus flores.
castellensis: epíteto geográfico de Castelo"  (Un pueblo en el Estado de Espirito Santo, en  Brasil).